# Francisca Jorge
Francisca Jorge (21 de abril de 2000) é uma tenista portuguesa que atingiu seu melhor ranking no WTA em simples/singulares no dia 12 de setembro de 2022 sendo Nº295 e em duplas alcançou o seu melhor resultado como Nº136 no dia 12 de dezembro de 2022. 
Francisca tem uma irmã mais nova Matilde Jorge, que também é jogadora de ténis no circuito.

## Finais do ITF

### Simples/Singulares: 9 (4–5)
| Legenda                  |
| ------------------------ |
| $100,000 torneios        |
| $75,000/$80,000 torneios |
| $50,000/$60,000 torneios |
| $25,000 torneios         |
| $15,000 torneios         |
| $10,000 torneios         |

| Finais pela superfície |
| ---------------------- |
| Duro (3–3)             |
| Terra Batida (0–1)     |
| Grama (0–0)            |
| Carpete (1–0)          |

| Resultado   | Número | Data             | Categoia | Torneio                          | Superfície   | Oponente                  | Resultado(jogos)   |
| ----------- | ------ | ---------------- | -------- | -------------------------------- | ------------ | ------------------------- | ------------------ |
| Campeã      | 1.     | Outubro de 2018  | $15,000  | Lousada, Portugal                | Duro (i)     | Aubane Droguet            | 6–3, 3–6, 7–6(7–4) |
| Campeã      | 2.     | Novembro de 2018 | $15,000  | Lousada, Portugal                | Duro (i)     | Alba Carrillo Marín       | 7-6(7–3), 6-0      |
| Vice-campeã | 3.     | Maio de 2019     | $15,000  | Montemor-o-Novo, Portugal        | Duro         | Alba Carrillo Marín       | 0-6, 6-4, 3-6      |
| Campeã      | 4.     | Outubro de 2019  | $15,000  | Lousada, Portugal                | Duro (i)     | Carole Monnet             | 4-6, 7-6(8–6), 6-4 |
| Vice-campeã | 5.     | Outubro de 2020  | $25,000  | Porto, Portugal                  | Duro         | Georgina Garcia Perez     | 6-1, 4-6, 3-6      |
| Vice-campeã | 6.     | Outubro de 2020  | $15,000  | Funchal, Portugal                | Duro         | Beatriz Haddad Maia       | 3-6, 3-6           |
| Campeã      | 7.     | Junho de 2022    | $25,000  | Cantanhede, Portugal             | Carpete      | Vitalia Diatchenko        | 7-5, 7-5           |
| Perdeu      | 8.     | Abril de 2023    | 60,000   | ITF feminino de Oeiras, Portugal | Terra Batida | Nigina Abduraimova        | 6–1, 4–6, 3–6      |
| Perdeu      | 9.     | Agosto de 2023   | 25,000   | ITF Ourense, Espanha             | Duro         | Lesley Pattinama-Kerkhove | (1–7)6–7, 4-6      |

### Duplas: 45 (21–24)
| Legenda                  |
| ------------------------ |
| $100,000 torneios        |
| $75,000/$80,000 torneios |
| $50,000/$60,000 torneios |
| $25,000 torneios         |
| $15,000 torneios         |
| $10,000 torneios         |

| Finais pela superfície |
| ---------------------- |
| Duro (12–11)           |
| Terra Batida (4–6)     |
| Grama (0–0)            |
| Carpete (1–2)          |

| Resultado    | Número | Data                 | Torneio                       | Supercície              | Companheira             | Oponentes                                         | Resultado(jogos)      |
| ------------ | ------ | -------------------- | ----------------------------- | ----------------------- | ----------------------- | ------------------------------------------------- | --------------------- |
| Campeãs      | 1.     | 20 de junho de 2016  | Cantanhede, Portugal          | Carpete                 | Marta Oliveira          | Inês Murta Laëtitia Sarrazin                      | 3–6, 6–3, [10–7]      |
| Vice-campeãs | 2.     | 8 de outubro de 2016 | Porto, Portugal               | Terra Batida            | Rita Vilaça             | Hsieh Shu-ying Hsieh Su-wei                       | 3–6, 4–6              |
| Vice-campeãs | 3.     | 3 de junho de 2017   | Montemor-o-Novo, Portugal     | Duro                    | Marta Oliveira          | Monika Kilnarová Valeriya Zeleva                  | 6–3, 5–7, [2–10]      |
| Vice-campeãs | 4.     | 27 de agosto de 2017 | Wanfercée-Baulet, Bélgica     | Terra Batida            | Helena Jansen Figueras  | Lara Salden Chelsea Vanhoutte                     | 3–6, 6–7(3–7)         |
| Vice-campeãs | 5.     | Julho de 2018        | ITF Corroios, Portugal        | Duro                    | María José Luque Moreno | Andrea Ka Eden Silva                              | 6–3, 1–6, [5–10]      |
| Vice-campeãs | 6.     | Setembro de 2018     | ITF Montemor-o-Novo, Portugal | Duro                    | Lúcia Quitério          | Inês Murta Nina Stadler                           | 1–6, 0–6              |
| Vice-campeãs | 7.     | Outubro de 2018      | ITF Cantanhede, Portugal      | Carpete                 | Anna Popescu            | Katharina Hering Manca Pislak                     | 4–6, 6–2, [8–10]      |
| Vice-campeãs | 8.     | Outubro 2018         | ITF Lousada, Portugal         | Duro (i)                | Maileen Nuudi           | Katharina Hering Olga Parres Azcoitia             | 2–6, 2–6              |
| Vice-campeãs | 9.     | Março de 2019        | ITF Monastir, Tunísia         | Duro                    | Andrea Ka               | Loudmilla Bencheikh Lou Brouleau                  | 3–6, 4–6              |
| Vice-campeãs | 10.    | Maio de 2019         | ITF Cantanhede, Portugal      | Carpete                 | Anna Ureke              | Alba Carrillo Marín Noelia Zeballos               | 3–6, 6–4, [6–10]      |
| Vice-campeãs | 11.    | Junho de 2019        | ITF Montemor-o-Novo, Portugal | Duro                    | Maria Inês Fonte        | Suzan Lamens Anna Pribylova                       | 2–6, 6–2, [7–10]      |
| Campeãs      | 12.    | Junho 2019           | ITF Amarante, Portugal        | Duro                    | Olga Parres Azcoitia    | Georgia Drummy Christina Rosca                    | 6–4, 2–6, [12–10]     |
| Campeãs      | 13.    | Junho 2019           | ITF Figueira da Foz, Portugal | Duro                    | Olga Parres Azcoitia    | Laura Pigossi Moyuka Uchijima                     | 6–4, 4–6, [11–9]      |
| Vice-campeãs | 14.    | Julho de 2019        | ITF Corroios, Portugal        | Duro                    | Olga Parres Azcoitia    | Alison Bai Paige Hourigan                         | 6–3, 2–6, [12–14]     |
| Vice-campeãs | 15.    | Outubro de 2019      | ITF Lousada, Portugal         | Duro                    | Olga Parres Azcoitia    | Celia Cervino Ruiz Angeles Moreno Barranquero     | 3–6, 5–7              |
| Campeãs      | 16.    | Novembro de 2019     | ITF Lousada, Portugal         | Duro                    | Olga Parres Azcoitia    | Ana Filipa Santos Almudena Sanz-Llaneza Fernandez | 6–4, 6–3              |
| Vice-campeãs | 17.    | Janeiro de 2020      | ITF Estugarda, Alemanha       | Duro (i)                | Karolína Beránková      | Alena Fomina-Klotz Angelica Moratelli             | 5–7, 2–6              |
| Vice-campeãs | 18.    | Agosto de 2020       | ITF Oeiras, Portugal          | Terra Batida            | Olga Parres Azcoitia    | Eva Guerrero Álvarez Diane Parry                  | 6–7(1–7), 0–6         |
| Campeãs      | 19.    | Setembro de 2020     | ITF Santarém, Portugal        | Duro                    | Olga Parres Azcoitia    | Martyna Kubka Valeriya Strakhova                  | 6–2, 6–3              |
| Campeãs      | 20.    | Fevereiro 2021       | ITF Manacor, Espanha          | Duro                    | Stéphanie Visscher      | Camilla Rosatello Ekaterina Yashina               | 6–7(4–7), 6–3, [10–2] |
| Campeãs      | 21.    | Março de 2021        | ITF Le Havre, França          | Terra Batida (i)        | Camilla Rosatello       | Anaëlle Leclercq Lucie Nguyen Tan                 | 7–5, 6–2              |
| Vice-campeãs | 22.    | Maio 2021            | ITF Salinas, Equador          | Duro                    | Jacqueline Cabaj Awad   | Jodie Burrage Paige Hourigan                      | 2–6, 6–2, [8–10]      |
| Vice-campeãs | 23.    | Outubro de 2021      | ITF Loulé, Portugal           | Duro                    | Matilde Jorge           | Despina Papamichail Natalija Stevanović           | 2–6, 5–7              |
| Vice-campeãs | 24.    | Abril de 2022        | ITF Oeiras, Portugal          | Terra Batida            | Matilde Jorge           | Jéssica Bouzas Maneiro Guiomar Maristany          | 6–3, 4–6, [8–10]      |
| Vice-campeãs | 25.    | Maio de 2022         | ITF Pula, Itália              | Terra Batida            | Matilde Jorge           | Angelica Moratelli Camilla Rosatello              | 4–6, 5–7              |
| Campeãs      | 26.    | Maio de 2022         | ITF Pula, Itália              | Terra Batida            | Matilde Jorge           | Martina Colmegna Lisa Pigato                      | 7–5, 0–6, [11–9]      |
| Campeãs      | 27.    | Maio de 2022         | ITF Montemor-o-Novo, Portugal | Duro                    | Matilde Jorge           | Alana Parnaby Prarthana Thombare                  | 6–3, 6–4              |
| Vice-campeãs | 28.    | Junho de 2022        | ITF Caserta, Itália           | Terra Batida            | Matilde Jorge           | Despina Papamichail Camilla Rosatello             | 6–4, 2–6, [6–10]      |
| Campeãs      | 29.    | Julho de 2022        | ITF Guimarães, Portugal       | Duro                    | Matilde Jorge           | Sarah Beth Grey Jamie Loeb                        | 6–3, 6–1              |
| Campeãs      | 30.    | Julho de 2022        | ITF Figueira da Foz, Portugal | Duro                    | Alexandra Bozovic       | Lee Pei-chi Wu Fang-hsien                         | 6–2, 3–6, [12–10]     |
| Campeãs      | 31.    | Setembro de 2022     | ITF Leiria, Portugal          | Duro                    | Matilde Jorge           | Choi Ji-hee Natalija Stevanović                   | 6–4, 6–0              |
| Campeãs      | 32.    | Outubro de 2022      | Lisboa Belém Open, Portugal   | Terra Batida            | Matilde Jorge           | Irene Burillo Escorihuela Andrea Lázaro García    | 6–2, 6–2              |
| Campeãs      | 33.    | Outubro de 2022      | ITF Quinta do Lago, Portugal  | Duro                    | Matilde Jorge           | Ku Yeon-woo Adrienn Nagy                          | 6–4, 6–4              |
| Campeãs      | 34.    | Outubro de 2022      | ITF Loulé, Portugal           | Duro                    | Matilde Jorge           | Lee Pei-chi Wu Fang-hsien                         | 6–3, 7–5              |
| Campeãs      | 35.    | Novembro de 2022     | ITF Funchal, Portugal         | Duro                    | Matilde Jorge           | Joëlle Steur Stephanie Visscher                   | 5–7, 7–5, [10–7]      |
| Campeãs      | 36.    | Dezembro de 2022     | Aberto da República, Brasil   | Terra Batida            | Ingrid Gamarra Martins  | Anna Rogers Christina Rosca                       | 6-4, 6-3              |
| Perdeu       | 37.    | Março de 2023        | ITF Bangalore, Índia          | Duro                    | Matilde Jorge           | Dea Herdželaš Eden Silva                          | 6–3, 4–6, [7–10]      |
| Ganhou       | 38.    | Março de 2023        | ITF Bangalore, Índia          | Duro                    | Matilde Jorge           | Valentini Grammatikopoulou Eden Silva             | 5–7, 6–0, [10–3]      |
| Ganhou       | 39.    | Março de 2023        | ITF Palmanova, Espanha        | Terra Batida            | Matilde Jorge           | Ekaterine Gorgodze Iryna Shymanovich              | 6–1, 3–6, [10–8]      |
| Ganhou       | 40.    | Março de 2023        | ITF Palmanova, Espanha        | Terra Batida            | Matilde Jorge           | Ekaterine Gorgodze Iryna Shymanovich              | 2–6, 6–3, [10–8]      |
| Perdeu       | 41.    | Abril de 2023        | Oeiras Ladies Open, Portugal  | Terra Batida            | Matilde Jorge           | Ulrikke Eikeri Eri Hozumi                         | 6–4, 4–6, [5–10]      |
| Perdeu       | 42.    | Maio de 2023         | ITF Platja d'Aro, Espanha     | Duro                    | Matilde Jorge           | Ashley Lahey Ellen Perez                          | 3–6, 6–3, [10–12]     |
| Perdeu       | 43.    | Junho de 2023        | ITF Guimarães, Portugal       | Duro                    | Matilde Jorge           | Georgina García Pérez Petra Hule                  | 4–6, 5–7              |
| Ganhou       | 44.    | Julho de 2023        | ITF Cantanhede, Portugal      | Relva Sintética/Carpete | Matilde Jorge           | Madeleine Brooks Holly Hutchinson                 | 6–3, 6–3              |
| Perdeu       | 45.    | Julho de 2023        | ITF Porto, Portugal           | Duro                    | Matilde Jorge           | Gabriella Da Silva Fick Alexandra Osborne         | 4–6, 3–6              |

## Reconhecimentos
Jogadora com mais títulos de duplas ITF durante o ano de 2022, conquistando 10 títulos.
Nomeada para Prémio “Desportista do Ano” na categoria "Atleta Feminino" 2021 pela Confederação do Desporto de Portugal.